# Jeremiah Hill
Jeremiah Devonte Hill (Richmond Hill, 4 settembre 1995) è un cestista statunitense naturalizzato camerunese.